# Campeonato Capixaba de Futebol de 2022 - Série A
A Série A1 do Campeonato Capixaba de Futebol de 2022, ou Capixabão Banestes 2022 por motivos de patrocínio, foi a 106ª edição da principal divisão do futebol do Espírito Santo. Foi realizada e organizada pela Federação de Futebol do Estado do Espírito Santo e disputada por 10 clubes, sendo oito participantes do Capixabão de 2021 e o campeão e vice da Série B de 2021, Nova Venécia e CTE Colatina, respectivamente.
O Real Noroeste foi o campeão da competição, após levar a melhor sobre o Vitória-ES na decisão disputada em dois jogos. Já o CTE Colatina e Rio Branco VN foram relegados para a Série B do estadual de 2023.

## Regulamento
A fórmula de disputa é a mesma das três últimas edições. Na Primeira Fase, os dez participantes jogam entre si em turno único, com os oito melhores avançando às Quartas de Final. Os cinco times mais bem colocados na edição passado fazem cinco jogos com o mando de campo (Rio Branco VN, Rio Branco-ES, Vitória-ES, Real Noroeste e Serra), os demais fazem apenas quatro jogos com o mando. A Fase Final será disputada em sistema de mata-mata, onde os clubes se enfrentam em cruzamento olímpico com jogos de ida e volta, até as Finais. Os times com melhores campanhas na Primeira Fase terão o mando de campo nos jogos de volta da Fase Final. O campeão ganha o direito de disputar a Copa do Brasil de 2023 e a Série D de 2023. As duas últimas equipes na Primeira Fase serão rebaixadas à Série B de 2023.

## Participantes
| Pos. | Rebaixados da Série A de 2021 |
| ---- | ----------------------------- |
| 9º   | São Mateus                    |
| 10º  | Pinheiros                     |

| Pos. | Promovidos da Série B de 2021 |
| ---- | ----------------------------- |
| 1º   | Nova Venécia                  |
| 2º   | CTE Colatina                  |

| Clube                                                                | Cidade                  | Temporada 2021 | Estádio                     | Capacidade | Títulos (último)    |
| -------------------------------------------------------------------- | ----------------------- | -------------- | --------------------------- | ---------- | ------------------- |
| Centro de Treinamento Edmílson Colatina Futebol Clube (CTE Colatina) | Colatina                | 2º (Série B)   | Justiniano de Mello e Silva | 2 600      | 0 (não possui)      |
| Associação Desportiva Ferroviária Vale do Rio Doce                   | Cariacica               | 8º             | Engenheiro Araripe          | 7 700      | 18 (último em 2016) |
| Estrela do Norte Futebol Clube                                       | Cachoeiro de Itapemirim | 6º             | Sumaré                      | 6 000      | 1 (em 2014)         |
| Nova Venécia Futebol Clube                                           | Nova Venécia            | 1º (Série B)   | Arena do Leão               | 2 000      | 0 (não possui)      |
| Real Noroeste Capixaba Futebol Clube                                 | Águia Branca            | 1º             | José Olímpio da Rocha       | 5 281      | 1 (em 2021)         |
| Rio Branco Atlético Clube (Rio Branco-ES)                            | Vitória                 | 4º             | Kleber Andrade              | 21 800     | 37 (último em 2015) |
| Rio Branco Futebol Clube (Rio Branco VN)                             | Venda Nova do Imigrante | 2º             | Olímpio Perim               | 2 100      | 1 (em 2020)         |
| Sociedade Desportiva Serra Futebol Clube                             | Serra                   | 5º             | Robertão                    | 2 000      | 6 (último em 2018)  |
| Vitória Futebol Clube                                                | Vitória                 | 3º             | Salvador Costa              | 3 000      | 10 (último em 2019) |
| Vilavelhense Futebol Clube                                           | Vila Velha              | 7º             | Kleber Andrade              | 21 800     | 0 (não possui)      |

## Primeira Fase
| Pos | Equipes                | Pts | J | V | E | D | GP | GC | SG  | %  | Classificação               |
| --- | ---------------------- | --- | - | - | - | - | -- | -- | --- | -- | --------------------------- |
| 1   | Nova Venécia           | 23  | 9 | 7 | 2 | 0 | 16 | 5  | +11 | 85 | Classificado às Fase Final  |
| 2   | Serra                  | 16  | 9 | 4 | 4 | 1 | 15 | 10 | +5  | 59 | Classificado às Fase Final  |
| 3   | Real Noroeste          | 15  | 9 | 4 | 3 | 2 | 14 | 5  | +9  | 56 | Classificado às Fase Final  |
| 4   | Estrela do Norte       | 13  | 9 | 3 | 4 | 2 | 14 | 8  | +6  | 48 | Classificado às Fase Final  |
| 5   | Vitória-ES             | 12  | 9 | 3 | 3 | 3 | 16 | 15 | +1  | 44 | Classificado às Fase Final  |
| 6   | Rio Branco-ES          | 12  | 9 | 3 | 3 | 3 | 12 | 11 | +1  | 44 | Classificado às Fase Final  |
| 7   | Vilavelhense           | 11  | 9 | 3 | 2 | 4 | 10 | 13 | –3  | 41 | Classificado às Fase Final  |
| 8   | Desportiva Ferroviária | 11  | 9 | 2 | 5 | 2 | 9  | 9  | 0   | 41 | Classificado às Fase Final  |
| 9   | Rio Branco VN          | 5   | 9 | 0 | 5 | 4 | 11 | 15 | –4  | 19 | Rebaixado à Série B de 2023 |
| 10  | CTE Colatina           | 1   | 9 | 0 | 1 | 8 | 2  | 28 | –26 | 4  | Rebaixado à Série B de 2023 |

#### Primeira rodada
| 29 de janeiro | Vitória-ES                                  | 4–0 | CTE Colatina | Salvador Costa                                                                     |
| 15:00         | Marcos Vinicius 1' (p), 49', 74' · Dodô 28' |     |              | Público: 267 pessoas Renda: R$ 4.200,00 Árbitro: Vanessa de Souza Guijansque (FES) |

| 29 de janeiro | Serra                 | 2-2 | Nova Venécia                                | Robertão                                                                             |
| 16:00         | Willian Saora 7', 32' |     | Patrick Carvalho 47' · Carlos Vitor 87' (p) | Público: 241 pessoas Renda: R$ 2.710,00 Árbitro: Marcos Felipe Martins Machado (FES) |

| 30 de janeiro | Rio Branco VN | 0-1 | Vilavelhense         | Olímpio Perim                                                       |
| 15:00         |               |     | Waldir Roque 83' (p) | Público: 384 pessoas Renda: R$ 4.680,00 Árbitro: Carlito Rosa (FES) |

| 30 de janeiro | Rio Branco-ES | 0-2 | Estrela do Norte                   | Salvador Costa                                                                  |
| 15:00         |               |     | Rafael Castro 11' · Marcudinho 90' | Público: 307 pessoas Renda: R$ 3.940,00 Árbitro: Jose Wellington Bandeira (FES) |

| 09 de fevereiro | Real Noroeste                                            | 3-0 | Desportiva Ferroviária | José Olímpio da Rocha                                                           |
| 19:00           | Rafael Olioza 55' (gc) · Alex Pixote 67' · Marquinho 85' |     |                        | Público: 108 pessoas Renda: R$ 1.590,00 Árbitro: Davi de Oliveira Lacerda (FES) |

#### Segunda rodada
| 05 de fevereiro | Real Noroeste | 1–0 | Vitória-ES | José Olímpio da Rocha                                                     |
| 16:00           | Ítalo 22'     |     |            | Público: 83 pessoas Renda: R$ 1.110,00 Árbitro: Arthur Gomes Rabelo (FES) |

| 05 de fevereiro | Desportiva Ferroviária | 1–1 | Rio Branco-ES | Engenheiro Araripe                                                                           |
| 16:00           | Gean Miller 65'        |     | Neemias 2'    | Público: 1,157 pessoas Renda: R$ 14.570,00 Árbitro: Dyorgines Jose Padovani de Andrade (CBF) |

| 05 de fevereiro | Nova Venécia         | 1–1 | Rio Branco VN    | Arena do Leão                                                           |
| 16:00           | Patrick Carvalho 26' |     | Júlio Azevedo 1' | Público: 774 pessoas Renda: R$ 15.570,00 Árbitro: Rudimar Goltara (FES) |

| 07 de fevereiro | Estrela do Norte | 0-0 | Serra | Sumaré                                                                              |
| 20:00           |                  |     |       | Público: 1 881 pessoas Renda: R$ 37.160,00 Árbitro: Raphael Garcia de Andrade (FES) |

| 09 de fevereiro | Vilavelhense                    | 2–0 | CTE Colatina | Kleber Andrade                                                             |
| 15:00           | Everson 80' · Marquinhos Tú 83' |     |              | Público: 66 pessoas Renda: R$ 330,00 Árbitro: Wendel Loureiro Cabral (FES) |

#### Terceira rodada
| 12 de fevereiro | Vitória-ES                            | 2-2 | Vilavelhense                         | Salvador Costa                                                       |
| 15:00           | Diego Silva 23' · Rodriguinho 61' (p) |     | Bruno Paixão 28' · Matheus Gomes 89' | Público: 240 pessoas Renda: R$ 2.920,00 Árbitro: Fabiano Alves (FES) |

| 12 de fevereiro | CTE Colatina | 1-4 | Nova Venécia                                | Justiniano de Mello e Silva                                                 |
| 15:00           | Anderson 90' |     | Dodô 6', 54' · João Bonani 16' · Andrei 81' | Público: 158 pessoas Renda: R$ 1.850,00 Árbitro: Alerrandro Mota Dias (FES) |

| 12 de fevereiro | Serra                | 1–1 | Desportiva Ferroviária | Robertão                                                                                  |
| 15:00           | André Zoro 90+3' (p) |     | Paulinho 67'           | Público: 242 pessoas Renda: R$ 2.910,00 Árbitro: Francisco Cassio Rodrigues Martins (FES) |

| 12 de fevereiro | Rio Branco-ES | 1-1 | Real Noroeste | Kleber Andrade                                                                       |
| 16:00           | Jordan 74'    |     | Jhonathan 3'  | Público: 288 pessoas Renda: R$ 3.825,00 Árbitro: Marcos Felipe Martins Machado (FES) |

| 13 de fevereiro | Rio Branco VN     | 1-1 | Estrela do Norte  | Olímpio Perim                                                                    |
| 16:00           | Edu Capetinha 72' |     | Rafael Castro 22' | Público: 690 pessoas Renda: R$ 7.910,00 Árbitro: Jorge Alberto Gomes Knaak (FES) |

#### Quarta rodada
| 19 de fevereiro | Nova Venécia         | 1–0 | Vilavelhense | Arena do Leão                                                        |
| 15:00           | Carlos Vitor 48' (p) |     |              | Público: 710 pessoas Renda: R$ 12.450,00 Árbitro: Carlito Rosa (FES) |

| 19 de fevereiro | Rio Branco-ES | 1-1 | Vitória-ES     | Kleber Andrade                                                                  |
| 16:00           | Jordan 60'    |     | Diego Silva 6' | Público: 447 pessoas Renda: R$ 6.550,00 Árbitro: Davi de Oliveira Lacerda (FES) |

| 19 de fevereiro | Real Noroeste        | 2–0 | Serra | José Olímpio da Rocha                                                                  |
| 16:00           | Alex Pixote 09', 25' |     |       | Público: 70 pessoas Renda: R$ 840,00 Árbitro: Dyorgines Jose Padovani de Andrade (CBF) |

| 19 de fevereiro | Desportiva Ferroviária      | 2–2 | Rio Branco VN             | Engenheiro Araripe                                                               |
| 18:30           | Mateus Ramos 13' (p), 45+2' |     | Gerley 62' · Paulinho 86' | Público: 452 pessoas Renda: R$ 4.900,00 Árbitro: Raphael Garcia de Andrade (FES) |

| 21 de fevereiro | Estrela do Norte                               | 3–0 | CTE Colatina | Sumaré                                                                                |
| 20:00           | Rafael Castro 32', 71' · Henrique Tiririca 57' |     |              | Público: 1,682 pessoas Renda: R$ 31.660,00 Árbitro: Vanessa de Souza Guijansque (FES) |

#### Quinta rodada
| 23 de fevereiro | Vitória-ES | 0-3 | Nova Venécia                   | Salvador Costa                                                                  |
| 19:00           |            |     | Gabriel Beck 47', 68' (p), 71' | Público: 281 pessoas Renda: R$ 3.900,00 Árbitro: Jose Wellington Bandeira (FES) |

| 25 de fevereiro | Vilavelhense | 0-4 | Estrela do Norte                                                   | Kleber Andrade                                                                          |
| 15:00           |              |     | Rafael Castro 27' · Soares 66' · Marcudinho 82' · Breno Dias 90+1' | Público: 169 pessoas Renda: R$ 610,00 Árbitro: Francisco Cassio Rodrigues Martins (FES) |

| 25 de fevereiro | CTE Colatina | 0–2 | Desportiva Ferroviária    | Justiniano de Mello e Silva                                                     |
| 16:00           |              |     | Maranhão 34' · Thiago 70' | Público: 105 pessoas Renda: R$ 1.440,00 Árbitro: Davi de Oliveira Lacerda (FES) |

| 25 de fevereiro | Serra                        | 2–0 | Rio Branco-ES | Robertão                                                               |
| 18:30           | Lacraia 25' · Bruno Luiz 38' |     |               | Público: 261 pessoas Renda: R$ 2.830,00 Árbitro: Rudimar Goltara (FES) |

| 26 de fevereiro | Rio Branco VN     | 1–1 | Real Noroeste | Olímpio Perim                                                              |
| 15:00           | Peixoto 90+8' (p) |     | Ícaro 18'     | Público: 216 pessoas Renda: R$ 2.560,00 Árbitro: Arthur Gomes Rabelo (FES) |

#### Sexta rodada
| 05 de março | Serra                                  | 2–2 | Vitória-ES             | Robertão                                                                             |
| 15:00       | Lacraia 68' · Maicon Esquerdinha 90+2' |     | Kaiky 49' · Edinho 52' | Público: 263 pessoas Renda: R$ 3.020,00 Árbitro: Marcos Felipe Martins Machado (FES) |

| 05 de março | Rio Branco-ES                                       | 3–2 | Rio Branco VN                  | Kleber Andrade                                                                            |
| 15:00       | Matheus Gama 39' · João Douglas 47' · Neemias 90+3' |     | Mateus Ramos 33' · Peixoto 70' | Público: 216 pessoas Renda: R$ 3.135,00 Árbitro: Dyorgines Jose Padovani de Andrade (CBF) |

| 05 de março | Desportiva Ferroviária | 1–1 | Vilavelhense      | Engenheiro Araripe                                                         |
| 16:00       | Willian Bersan 67'     |     | Yaro Ibrahima 89' | Público: 403 pessoas Renda: R$ 4.670,00 Árbitro: Arthur Gomes Rabelo (FES) |

| 06 de março | Real Noroeste                                                                            | 5–0 | CTE Colatina | José Olímpio da Rocha                                                      |
| 16:00       | Danilo Ortelan 26' (gc) · Toni Galego 36' (p), 54' · Genilson 56' (gc) · Alex Pixote 57' |     |              | Público: 75 pessoas Renda: R$ 980,00 Árbitro: Elder Biancardi Galvao (FES) |

| 07 de março | Estrela do Norte      | 1-2 | Nova Venécia                      | Sumaré                                                                  |
| 20:00       | Rafael Castro 69' (p) |     | Patrick Carvalho 23' · Arthur 88' | Público: 2,672 pessoas Renda: R$ 53.520,00 Árbitro: Fabiano Alves (FES) |

#### Sétima rodada
| 12 de março | Vilavelhense         | 1–0 | Real Noroeste | Kleber Andrade                                                                  |
| 15:30       | Waldir Roque 19' (p) |     |               | Público: 81 pessoas Renda: R$ 830,00 Árbitro: Vanessa de Souza Guijansque (FES) |

| 12 de março | Vitória-ES                                                   | 4–2 | Estrela do Norte                          | Salvador Costa                                                                   |
| 16:00       | Rodriguinho 05' · Edinho 14' · Chiquinho 19' · Baianinho 80' |     | Henrique Tiririca 27' · Rafael Castro 35' | Público: 406 pessoas Renda: R$ 6.820,00 Árbitro: Raphael Garcia de Andrade (FES) |

| 12 de março | Nova Venécia         | 1–0 | Desportiva Ferroviária | Arena do Leão                                                        |
| 16:00       | Patrick Carvalho 90' |     |                        | Público: 923 pessoas Renda: R$ 18.540,00 Árbitro: Carlito Rosa (FES) |

| 13 de março | Rio Branco VN  | 1-2 | Serra                                 | Olímpio Perim                                                                   |
| 15:00       | David Lima 24' |     | Maicon Esquerdinha 30' · Xandinho 32' | Público: 500 pessoas Renda: R$ 5.000,00 Árbitro: Jose Wellington Bandeira (FES) |

| 14 de março | CTE Colatina | 0–4 | Rio Branco-ES                                               | Justiniano de Mello e Silva                                                      |
| 19:00       |              |     | Rafinha 43', 73' · Felipe Ferraz 51' · Renato Silva 79' (p) | Público: 158 pessoas Renda: R$ 2.370,00 Árbitro: Jorge Alberto Gomes Knaak (FES) |

#### Oitava rodada
| 18 de março | Serra                                             | 3-0 | CTE Colatina | Robertão                                                                                  |
| 20:00       | André Zoro 50' · Willian Saroa 75' · Xandinho 90' |     |              | Público: 359 pessoas Renda: R$ 4.150,00 Árbitro: Francisco Cassio Rodrigues Martins (FES) |

| 19 de março | Desportiva Ferroviária | 0–0 | Estrela do Norte | Engenheiro Araripe                                                   |
| 16:00       |                        |     |                  | Público: 841 pessoas Renda: R$ 854,00 Árbitro: Rudimar Goltara (FES) |

| 20 de março | Rio Branco VN                 | 2–3 | Vitória-ES                                | Olímpio Perim                                                              |
| 15:00       | Peixoto 75' · Diego Alves 78' |     | Edinho 30' · João Paulo 64' · Mariano 85' | Público: 321 pessoas Renda: R$ 3.800,00 Árbitro: Arthur Gomes Rabelo (FES) |

| 20 de março | Real Noroeste | 0-1 | Nova Venécia        | José Olímpio da Rocha                                                |
| 16:00       |               |     | Patrick Carvalho 5' | Público: 521 pessoas Renda: R$ 9.270,00 Árbitro: Fabiano Alves (FES) |

| 20 de março | Rio Branco-ES    | 2–1 | Vilavelhense | Kleber Andrade                                                                            |
| 16:00       | Neemias 42', 89' |     | Madison 59'  | Público: 254 pessoas Renda: R$ 2.835,00 Árbitro: Dyorgines Jose Padovani de Andrade (CBF) |

#### Nona rodada
| 26 de março | Vitória-ES | 0–2 | Desportiva Ferroviária    | Salvador Costa                                                                 |
| 16:00       |            |     | Paulinho 14' · Rodney 51' | Público: 617 pessoas Renda: R$ 10.320,00 Árbitro: Wendel Loureiro Cabral (FES) |

| 26 de março | CTE Colatina | 1–1 | Rio Branco VN | Justiniano de Mello e Silva                                                |
| 16:00       | Yuri 52' (p) |     | Shaider 32'   | Público: 53 pessoas Renda: R$ 310,00 Árbitro: Elder Biancardi Galvao (FES) |

| 26 de março | Estrela do Norte | 1–1 | Real Noroeste   | Sumaré                                                                             |
| 16:00       | Júnior 35'       |     | Alex Pixote 76' | Público: 1,017 pessoas Renda: R$ 18.340,00 Árbitro: Jose Wellington Bandeira (FES) |

| 26 de março | Vilavelhense                   | 2–3 | Serra                                         | Kleber Andrade                                                              |
| 16:00       | Marlon 21' · Matheus Gomes 57' |     | Cristian 6' (gc) · André Zoro 44' · Vagno 82' | Público: 107 pessoas Renda: R$ 1.180,00 Árbitro: Alerrandro Mota Dias (FES) |

| 26 de março | Nova Venécia | 1–0 | Rio Branco-ES | Arena do Leão                                                                     |
| 16:00       | Buá 85'      |     |               | Público: 892 pessoas Renda: R$ 17.610,00 Árbitro: Jorge Alberto Gomes Knaak (FES) |

## Fase Final
Em itálico os clubes que possuem o mando de campo no primeiro jogo. Em negrito, os classificados.
|  | Quartas de final          | Quartas de final          | Quartas de final          | Quartas de final          |       |              | Semifinais       | Semifinais       | Semifinais       | Semifinais       |  |            | Final                    | Final                    | Final                    | Final                    |  |  |
|  | 31 de março a 10 de abril | 31 de março a 10 de abril | 31 de março a 10 de abril | 31 de março a 10 de abril |       |              | 13 a 21 de abril | 13 a 21 de abril | 13 a 21 de abril | 13 a 21 de abril |  |            | 27 de abril e 04 de maio | 27 de abril e 04 de maio | 27 de abril e 04 de maio | 27 de abril e 04 de maio |  |  |
|  |                           |                           |                           |                           |       |              |                  |                  |                  |                  |  |            |                          |                          |                          |                          |  |  |
|  | Nova Venécia              | 2                         | 3                         | 5                         |       |              |                  |                  |                  |                  |  |            |                          |                          |                          |                          |  |  |
|  | Desportiva Ferroviária    | 0                         | 1                         | 1                         |       |              |                  |                  |                  |                  |  |            |                          |                          |                          |                          |  |  |
|  | Desportiva Ferroviária    | 0                         | 1                         | 1                         |       | Nova Venécia | 2                | 1                | 3                |                  |  |            |                          |                          |                          |                          |  |  |
|  |                           |                           |                           |                           |       | Nova Venécia | 2                | 1                | 3                |                  |  |            |                          |                          |                          |                          |  |  |
|  |                           | Vitória-ES                | 1                         | 3                         | 4     |              |                  |                  |                  |                  |  |            |                          |                          |                          |                          |  |  |
|  | Estrela do Norte          | Vitória-ES                | 1                         | 3                         | 4     | 0            | 1                | 1                |                  |                  |  |            |                          |                          |                          |                          |  |  |
|  | Estrela do Norte          |                           |                           |                           |       | 0            | 1                | 1                |                  |                  |  |            |                          |                          |                          |                          |  |  |
|  | Vitória-ES                | 2                         | 4                         | 6                         |       |              |                  |                  |                  |                  |  |            |                          |                          |                          |                          |  |  |
|  | Vitória-ES                | 2                         | 4                         | 6                         |       |              |                  |                  |                  |                  |  | Vitória-ES | 0                        | 0                        | 0                        |                          |  |  |
|  |                           |                           |                           |                           |       |              |                  |                  |                  |                  |  | Vitória-ES | 0                        | 0                        | 0                        |                          |  |  |
|  |                           | Real Noroeste             | 0                         | 1                         | 1     |              |                  |                  |                  |                  |  |            |                          |                          |                          |                          |  |  |
|  | Serra                     | Real Noroeste             | 0                         | 1                         | 1     | 3            | 3                | 6                |                  |                  |  |            |                          |                          |                          |                          |  |  |
|  | Serra                     |                           |                           |                           |       | 3            | 3                | 6                |                  |                  |  |            |                          |                          |                          |                          |  |  |
|  | Vilavelhense              | 1                         | 1                         | 2                         |       |              |                  |                  |                  |                  |  |            |                          |                          |                          |                          |  |  |
|  | Vilavelhense              | 1                         | 1                         | 2                         |       | Serra        | 2                | 0                | 2 (3)            |                  |  |            |                          |                          |                          |                          |  |  |
|  |                           |                           |                           |                           |       | Serra        | 2                | 0                | 2 (3)            |                  |  |            |                          |                          |                          |                          |  |  |
|  |                           | Real Noroeste             | 0                         | 2                         | 2 (5) |              |                  |                  |                  |                  |  |            |                          |                          |                          |                          |  |  |
|  | Real Noroeste             | Real Noroeste             | 0                         | 2                         | 2 (5) | 0            | 3                | 3                |                  |                  |  |            |                          |                          |                          |                          |  |  |
|  | Real Noroeste             |                           |                           |                           |       | 0            | 3                | 3                |                  |                  |  |            |                          |                          |                          |                          |  |  |
|  | Rio Branco-ES             | 1                         | 1                         | 2                         |       |              |                  |                  |                  |                  |  |            |                          |                          |                          |                          |  |  |

## Classificação geral
- ^  A. Campeão da Copa Espírito Santo de 2022.
- ^  B. Vice-campeão da Copa Espírito Santo de 2022.

## Premiação
| Campeão Capixaba 2022                |
| Águia Branca                         |
| ------------------------------------ |
| Real Noroeste Bicampeão (2.º título) |

## Técnicos
| Equipe                 | Técnico                                                     |
| ---------------------- | ----------------------------------------------------------- |
| CTE Colatina           | Pádua Polese (1ª—4ª) Edmílson Ratinho (5ª—10ª)              |
| Desportiva Ferroviária | Rafael Soriano (1ª—Quartas de final)                        |
| Estrela do Norte       | Antônio Carlos Roy (1ª—Quartas de final)                    |
| Nova Venécia           | Cássio Barros (1ª—)                                         |
| Real Noroeste          | Duzinho Reis (1ª—)                                          |
| Rio Branco-ES          | Cipriano Alexandre (1ª—5ª) Eleomar Pereira (6ª—)            |
| Rio Branco-VN          | Fabiano Rossato (1ª—5ª) Cláudio Roberto (6ª—)               |
| Serra                  | Ney Barreto (1ª—10ª) Charles de Almeida (Quartas de final—) |
| Vilavelhense           | Fellipi Marques (1ª—)                                       |
| Vitória-ES             | Marcelo Aguiar (1ª—5ª) Rodrigo César (6ª—)                  |

## Estatísticas
| Gols | Jogador          | Equipe           |
| ---- | ---------------- | ---------------- |
| 8    | Xandinho         | Serra            |
| 7    | Patrick Carvalho | Nova Venécia     |
| 7    | Rafael Castro    | Estrela do Norte |
| 6    | Alex Pixote      | Real Noroeste    |
| 5    | Rodriguinho      | Vitória-ES       |
| 4    | Gabriel Beck     | Nova Venécia     |
| 4    | João Paulo       | Vitória-ES       |
| 4    | Neemias          | Rio Branco-ES    |

| Total | Jogador            | Equipe           |
| ----- | ------------------ | ---------------- |
| 7     | Maicon Esquerdinha | Serra            |
| 4     | Neto               | Estrela do Norte |
| 3     | Chiquinho          | Vitória-ES       |
| 3     | Guilherme          | Serra            |
| 3     | Ian                | Nova Venécia     |
| 3     | Marcudinho         | Estrela do Norte |

### Hat-tricks
| Jogador         | Clube        | Adversário   | Placar | Data            | Ref.   |
| --------------- | ------------ | ------------ | ------ | --------------- | ------ |
| Marcos Vinicius | Vitória-ES   | CTE Colatina | 4–0    | 29 de janeiro   | [ 14 ] |
| Gabriel Beck    | Nova Venécia | Vitória-ES   | 3–0    | 23 de fevereiro | [ 15 ] |
| Xandinho        | Serra        | Vilavelhense | 3–1    | 31 de março     | [ 16 ] |